# Hujitu
Hujitu (kinesiska: 忽鸡图, 忽鸡图乡) är en socken i Kina. Den ligger i den autonoma regionen Inre Mongoliet, i den norra delen av landet, omkring 84 kilometer norr om regionhuvudstaden Hohhot. Antalet invånare är 15044. Befolkningen består av 7 142 kvinnor och 7 902 män. Barn under 15 år utgör 11,0 %, vuxna 15-64 år 77 %, och äldre över 65 år 10,0 %.
Genomsnittlig årsnederbörd är 466 millimeter. Den regnigaste månaden är juli, med i genomsnitt 127 mm nederbörd, och den torraste är januari, med 3 mm nederbörd.